# Wilhelm Schott (Orientalist)

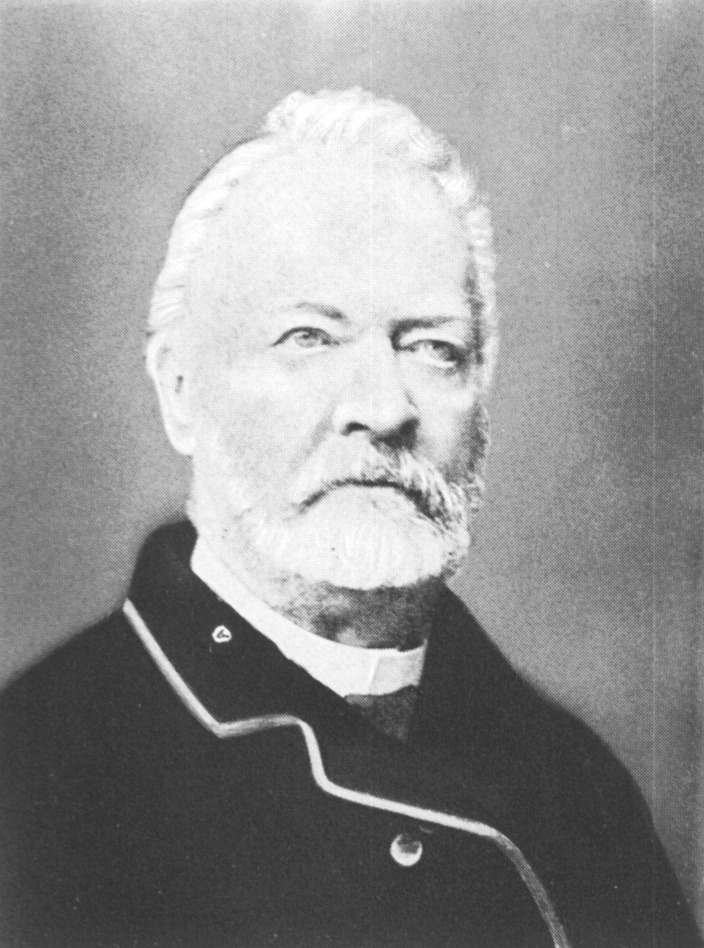
Wilhelm Schott

Wilhelm Schott (* 3. September 1802? in Mainz; † 21. Januar 1889 in Berlin) war ein deutscher Orientalist, Sinologe und Finnougrist.

## Leben
Wilhelm Christian Schott wurde als Sohn des Kaufmanns Johann Christian Schott und dessen Frau Elisabeth (geb. Wahl, verw. Holzmann) geboren. In manchen Quellen und Dokumenten taucht auch ein anderes Geburtsdatum auf, doch gilt das Jahr 1802 mittlerweile als gesichert. Nach dem Schulabschluss studierte er ab 1819 zunächst Theologie in Gießen, wechselte aber 1821 nach Halle, um sich dort Sprachstudien zu widmen. Sein Hauptinteresse galt den orientalischen Sprachen und 1823 wurde er mit einer Arbeit über die Sunna promoviert.
Im selben Jahr, 1823, waren ihm zwei chinesische Matrosen (Fung Asseng und Fung Ahok), die durch eine Reihe von Zufällen nach Deutschland gekommen waren, zur Betreuung anvertraut worden. Dadurch wurde sein Interesse am Chinesischen geweckt, so dass er sich nun der Sinologie zuwandte. Im Jahre 1826 habilitierte er sich in Halle mit einer Arbeit „über die Natur der chinesischen Sprache“ (De indole linguae Sinicae dissertatio).
1830 wechselte Schott nach Berlin, wo er zunächst in der Königlichen Bibliothek für die chinesische Büchersammlung verantwortlich war. 1832 habilitierte er sich für die Berliner Universität mit einer Vorlesung über das Wesen der chinesischen Schrift. Ab 1833 hielt er an der Berliner Universität Vorlesungen zur chinesischen Sprache und Philosophie. 1838 erhielt er dort eine außerordentliche Professur „für das Fach des Chinesischen, der tatarischen und anderer ostasiatischer Sprachen“.
1840 erhielt Schott einen Ruf nach Sankt Petersburg, den er jedoch ablehnte. Er hätte sich verpflichten müssen, sein Leben lang dort zu bleiben, aber Russlands Hauptstadt erschien ihm „ein bisgen verzweifelt kalt“, wie er im Oktober 1840 an seinen Kollegen Hans Conon von der Gabelentz schrieb.
Schott blieb für den Rest seines Lebens in Berlin, wo er bis ins hohe Alter (Wintersemester 1883/84) Vorlesungen abhielt. 1841 wurde er zum Mitglied der Preußischen Akademie der Wissenschaften ernannt – im gleichen Jahr wie Jacob und Wilhelm Grimm, mit denen er kollegial verbunden war.
1843 wurde Schott zum Ehrenmitglied der Gelehrten Estnischen Gesellschaft in Tartu gewählt, 1850 zum korrespondierenden Mitglied der Finnischen Literaturgesellschaft in Helsinki. Seit 1858 war er Mitglied der Ungarischen Akademie der Wissenschaften in Budapest. 1873 wurde Schott Mitglied der Deutschen Morgenländischen Gesellschaft, aus der er 1884 jedoch wieder austrat. Seit 1872 war Schott Ehrenmitglied der Berliner Gesellschaft für Anthropologie, Ethnologie und Urgeschichte.
1861 heiratete Schott Elise Wilhelmine Auguste Meyer. Kinder sind aus der Ehe nicht hervorgegangen.

## Wissenschaftliche Tätigkeit

### Lehre
In seinen ersten Jahren in Halle konzentrierte sich Schotts Lehrtätigkeit auf das Hebräische und Arabische, da es für Chinesisch kaum Interessenten gab. In Berlin sind dann seit 1833 Veranstaltungen zum Chinesischen nachgewiesen. Gleichzeitig begannen auch Lehrveranstaltungen zum Türkischen und Tatarischen. Bald kamen auch Mandschurisch, Mongolisch, Persisch, Tibetisch und Japanisch hinzu. Dabei handelte es sich sowohl um Vorlesungen als auch um Sprachlehrveranstaltungen und grammatische Übungen, wobei letztere häufig privatissime gegeben wurden.
Seit dem Wintersemester 1846/1847 breitete Schott seinen Themenkreis auch auf die finnougrischen Sprachen aus, indem er Vorlesungen über das Kalevala und die finnische Sprache anbot. Von nun ab gab es in Berlin in jedem Jahr Lehrveranstaltungen zur Finnougristik, obwohl dies Fach nicht zu Schotts Lehrauftrag gehörte und es als solches noch gar nicht existierte.

### Forschung
Durch seine zahlreichen Publikationen auf sinologischem und orientalistischem Gebiet wurde Schott zu einem der wichtigsten Vertreter dieser Disziplinen im deutschsprachigen Raum. Insgesamt sind von Schott über 600 Publikationen bekannt – von der mehrere hundert Seiten umfassenden Monografie bis zu zwanzigzeiligen Kurzrezensionen. Ungefähr ein Drittel dieser Publikationen befasst sich mit finnougristischen Themen, weswegen Schotts Klassifizierung auch als Finnougrist berechtigt erscheint.
So ist bereits seine Monografie von 1836, die den Titel Versuch über die Tatarischen Sprachen trägt, wichtig für die Finnougristik, da Schott hier auf die typologische Ähnlichkeit zwischen den Turksprachen und den finnougrischen Sprachen hinweist. Ebenfalls wichtig ist Schotts Abhandlung De lingua Tschuwaschorum von 1841, da er hier erstmals den Nachweis erbringt, dass das Tschuwaschische nicht zum Kreis der finnisch-ugrischen, sondern zu den Turksprachen gehört.
Auch in seiner Schrift Über das Altai’sche oder Finnisch-Tatarische Sprachengeschlecht von 1849 ging Schott ausführlich auf die Parallelen zwischen diesen beiden Sprachfamilien ein. Somit ist sein Ruf als Begründer der Hypothese von der ural-altaischen Urverwandtschaft sicherlich begründet. Außerhalb der Sprachwissenschaft hat sich Schott auch intensiv mit literarischen und Kulturstudien befasst.

### Herausgebertätigkeit
Schott war an zwei wichtigen Publikationsorganen beteiligt, in denen er auch viele seiner Beiträge unterbrachte. Zum einen war dies das Archiv für wissenschaftliche Kunde von Russland von Georg Adolf Erman, zum zweiten das Magazin für die Literatur des Auslandes. In ersterem veröffentlichte er wissenschaftliche Beiträge und lieferte häufig auch Übersetzungen aus dem Russischen. Sein Beitrag zur Wissenschaft besteht daher nicht nur in eigenständigen Forschungen, sondern auch in der Vermittlung ausländischer Forschungsergebnisse an ein deutsches Publikum. Im Magazin brachte er eher populärwissenschaftliche Artikel, Literaturrezensionen oder auch Übersetzungen. Gerade für die finnougristischen Beiträge von Schott sind diese beiden Organe wichtig gewesen da annähernd sieben Achtel seiner relevanten Beiträge in diesen beiden Periodika erschienen sind.

### Schott als Vermittler estnischer und finnischer Literatur nach Deutschland
Obwohl Ungarisch die erste finnougrische Sprache war, mit der sich Schott befasst hatte, ist in seinen Publikationen später eindeutig eine Vorliebe für finnische und estnische Themen erkennbar. Zum Finnischen hat Schott 70 Beiträge verfasst, von denen sich ein gutes Dutzend mit dem Kalevala und der finnischen Volksdichtung im Allgemeinen beschäftigt. Darüber hinaus hat er aktuelle finnische Literatur rezensiert und im Magazin auch finnische Märchen in deutscher Übersetzung gebracht.
Zur estnischen Literatur liegen rund 50 Beiträge von Schott vor, wobei es sich auch um Darstellungen zur Folklore oder bloß eine Zeitschriftenschau handeln kann. Aber auch durch die bloße Rezension von Publikationen aus Estland wurde Schott zum Vermittler dieser bis dahin in Deutschland unbekannten Literatur. Intensiv beschäftigte er sich mit Friedrich Reinhold Kreutzwalds Epos Kalevipoeg, dem er sogar eine eigene Studie widmete, die bis heute zu den ausführlichsten deutschsprachigen Abhandlungen zum Thema zählt.

## Trivia

### Streit mit Heinrich Julius Klaproth und Anton Schiefner
Schott hatte eine spitze Feder und scheute Konflikte nicht. Das hat ihm so manchen Feind eingebracht, der ihm möglicherweise auch am akademischen Fortkommen gehindert hat, aber mit zunehmendem Alter kümmerte ihn das nicht mehr. Nachdem er 1826 Julius Klaproths „Supplément au dictionnaire chinois du Père Basile de Glemona“ (Paris 1819) scharf kritisiert haben muss, wurde Schotts Konfuzius-Übersetzung von Klaproth in einer Schrift vernichtend besprochen. Später hatte Schott dann nur noch Spott für Klaproth übrig, der seiner Meinung nach „auf altajischem gebiete ein höchst unzuverlässiger führer ist. Wer von der groben unwissenheit dieses schriftstellers im türkischen, ungarischen, finnischen, ja in der tatarischen sprachenclasse überhaupt sich überzeugt hat, der kann ein lächeln nicht unterdrücken ...“
Mit Anton Schiefner entzweite sich Schott vermutlich im Zusammenhang mit dem finnischen Kalevala. Schott hatte hierzu publiziert und hätte möglicherweise selbst gerne eine deutsche Übersetzung angefertigt. Aber Schiefner kam ihm zuvor, und 1852 erschien dessen Übersetzung. Sie wurde von August Ahlqvist recht streng kritisiert, und danach auch von Schott, der möglicherweise die Gelegenheit nutzte, „es seinem Rivalen heimzuzahlen“. Jedenfalls war Schotts Besprechung der Schiefnerschen Übersetzung sehr negativ und die Kommunikation zwischen den beiden definitiv gestört.

### Zitate
Über Klaproths Etymologisierungsversuche einiger Wörter des Mongolischen, dass Klaproth zufolge an einheimischen Haustierbezeichnungen nur die Wörter für ‚Pferd‘ und ‚Ochse‘ gekannt habe, schrieb Schott:

„Seiner Theorie zufolge müsste man also entweder auch das Rindvieh überhaupt den Ur-Mongolen entziehen, oder annehmen, dass diese Nation ursprünglich nur den verschnittenen Stier, den Ochsen, besessen habe, der sich vermöge eines zwiefachen Wunders so lange durch sich selbst fortpflanzte, bis endlich die Türken mit Stieren und Kühen aushalfen – ein interessantes Problem für Naturforscher!“

In seiner ersten Rezension der Verhandlungen der gelehrten estnischen Gesellschaft schreibt Schott, der Inhalt der Abhandlungen sei

„schon darum durchweg anziehend […], weil er besonders uns westeuropäischen Lesern fast lauter Neues bietet, und wie ein wohlthätig frischer Lufthauch in die etwas verschwülte Atmosphäre des Bekannten und Alltäglichen eindringt.“

Über die ostseefinnische Volksdichtung schreibt Schott:

„Die Sagen des Esten=Volkes sind eine Galerie edler, aber von Trauerflor umzogener Bilder. Ihr Grundton ist schwermüthige, mit inniger Gemüthstiefe verbundene, jedoch keineswegs schlaffe Sehnsucht nach einer verlorenen, glücklichen Selbständigkeit. [...] Nachdem diese lieblichen Phantasie=Schöpfungen viele Jahrhunderte lang unter armen Leibeigenen in der Nachbarschaft des Peipus=See’s ihr Dasein gefristet, treten sie nun endlich, gleichsam Hand in Hand mit den verschwisterten Geistesblüthen des nachbarlichen Finnlands, auf den Schauplatz der großen europäischen Welt und bringen vielleicht auch von ihrer Seite einen erfrischenden Luftstrom in die verschwülte und dumpfige Atmosphäre unserer Gegenwart.“

Wie poetisch Schott veranlagt war, geht aus einer Passage aus einer finnischen Erzählung von Julius Krohn hervor, die er übersetzt hat und die eine Hommage an den Finnougristen Matthias Alexander Castrén darstellt:

„Einst kam ich auf meiner einsamen Wanderung in den äußersten Norden, in das Land, dessen bloßer Name schon Schrecken einflößt – nach Sibirien. Ich sah, wie der Obj seine schlammigen Gewässer dem kalten Busen des Eismeeres zuwälzt, wo der Tod seiner wartet. Am Ufer stand eine halb in den Boden eingesunkene Samojeden=Jurte. Die ganze Gegend war schauerliche Todesöde. Ueber Haidekraut und melancholische Sümpfe hatte der Schnee seine weiße Decke ausgebreitet und strahlte den Schein des Nordlichtes zurück. Man sah nichts Lebendes, man hörte nichts als hungernder Wölfe Geheul, das in die klagenden Weisen des Nordwindes sich mischte. Die Sonne war schon geraume Zeit in gesegnetere Länder entflohen und ein Grabesdunkel hätte hier geherrscht, wäre nicht mein Schein von Zeit zu Zeit auf die todte Flur gefallen, und hätten nicht die Nordlichter dann und wann ihre zitternden Strahlen über das Firmament schießen lassen.“

## Werke

### Monographien
- (Dissertation:) Apophthegmata LX ad Sunnatam, ut videtur, pertinentia, quae e codice manuscripto Arabico-Turcico edidit, Latine vertit et notulis illustravit. Halle 1823
- (Habilitationsschrift:) De indole linguae Sinicae dissertatio. Halle 1826 (Digitalisat)
- Werke des tschinesischen Weisen Kung-fu-dsü und seiner Schüler. Erster Theil Lün-yü. Halle 1826 (Digitalisat)
- Abfertigung der verläumderischen Insinuation eines angeblichen Wilhelm Lauterbach. Halle 1828 (Digitalisat)
- Werke des chinesischen Weisen Khung-fu-dsü und seiner Schüler. Zweiter Theil. Berlin 1832 (Digitalisat)
- Versuch über die Tatarischen Sprachen. Berlin 1836 (Digitalisat)
- 御書房滿漢書廣錄 Verzeichniss der Chinesischen und Mandschu-Tungusischen Bücher und Handschriften der Königlichen Bibliothek zu Berlin. Eine Fortsetzung des im Jahre 1822 erschienenen Klaproth'schen Verzeichnisses. Berlin 1840 (Digitalisat)
- De lingua Tschuwaschorum. Dissertatio. Berolini 1841 (Digitalisat)
- 字彙必要 Vocabularium Sinicum. Berlin 1844 (Digitalisat)
- Über das Altai’sche oder Finnisch-Tatarische Sprachengeschlecht. Berlin 1849 (Digitalisat)
- Chinesische Sprachlehre. Zum Gebrauche bei Vorlesungen und zur Selbstunterweisung. Berlin 1857 (Digitalisat)

### Artikel (Auswahl)
- Ueber Schriftsprache und Wörterbücher der Chinesen, in: Blätter für literarische Unterhaltung 211 (1833), S. 869–871 und 212 (1833), S. 873–874 (Digitalisat)
- Die Ungarische (Magyarische) Sprache, in: Magazin für die Literatur des Auslandes 1839, S. 617–618.
- H.C.v.d. Gabelentz: Grundzüge der Syrjänischen Grammatik. Altenburg, 1841. 75 Seiten, in: Jahrbücher für wissenschaftliche Kritik 1840, Dez., S. 982–984.
- Die Götter= und Zauberlehre der Finnen, in: Magazin für die Literatur des Auslandes 1842, S. 343–344; 346; 350–351.
- Ehstnische Volkssagen, in: Magazin für die Literatur des Auslandes 1843, S. 511–512.
- Über den Buddhaismus in Hochasien und in China, in: Abhandlungen aus dem Jahre 1844, Berlin 1846 (Digitalisat); auch als Sonderdruck, Berlin 1846 (Digitalisat)
- Älteste Nachrichten von Mongolen und Tataren, in: Abhandlungen aus dem Jahre 1845, Berlin 1847 (Digitalisat)
- Ueber Nationalität und Abkunft der Finnen, in: Allgemeine Zeitschrift für Geschichte 8 (1847), S. 456–471.
- Ueber das finnische Epos Kalewala, nach R. Tengström, in: Archiv für wissenschaftliche Kunde von Russland 6 (1848), S. 383–408.
- Castréns tscheremissische Sprachlehre, in: Archiv für wissenschaftliche Kunde von Russland 8 (1850), S. 634–645.
- Das Reich Karachatai oder Si-Liao, in: Abhandlungen aus dem Jahre 1849, Berlin 1851 (Digitalisat)
- Über die sage von Geser-Chan, in: Abhandlungen aus dem Jahre 1851, Berlin 1852 (Digitalisat)
- Über die finnische sage von Kullervo, in: Abhandlungen aus dem Jahre 1852, Berlin 1853 (Digitalisat); auch als Sonderdruck, Berlin 1852 (Digitalisat)
- Kalewala, das finnische Nationalepos, in: Archiv für wissenschaftliche Kunde von Russland 10 (1852), S. 122–139.
- Die Sonnensöhne. Ein episches Gedicht der Lappen, in: Archiv für wissenschaftliche Kunde von Russland 12 (1853), S. 54–61.
- Das Zahlwort in der tschudischen Sprachenclasse, wie auch im türkischen, tungusischen und mongolischen, in: Abhandlungen aus dem Jahre 1853, Berlin 1854 (Digitalisat); auch als Sonderdruck, Berlin 1853 (Digitalisat)
- Entwurf einer beschreibung der chinesischen litteratur, in: Abhandlungen aus dem Jahre 1853, Berlin 1854 (Digitalisat); auch als Sonderdruck, Berlin 1854 (Digitalisat)
- Nachwort zu dem Artikel „die Sonnensöhne“, ein episches Gedicht der Lappen, in: Archiv für wissenschaftliche Kunde von Russland 13 (1854), S. 1–4.
- Mythologische Thiere der Ungarn, in: Magazin für die Literatur des Auslandes 1855, S. 222–223; 226–227.
- Zur Beurteilung der annamitischen schrift und sprache, in: Abhandlungen; auch als Sonderdruck, Berlin 1855 (Digitalisat)
- Über die sogenannten Indo-Chinesischen Sprachen insonderheit das Siamische, in: Abhandlungen; auch als Sonderdruck, Berlin 1856 (Digitalisat)
- Zur Kenntniß der lappischen Sprache, in: Magazin für die Literatur des Auslandes 1856, S. 83–84.
- Das finnische Völkchen der Woten. Nach August Ahlqvist, in: Magazin für die Literatur des Auslandes 1856, S. 425–426; 430–431.
- Kalewi=poeg (der Sohn des Kalew), eine estnische Sage, in: Magazin für die Literatur des Auslandes 1857, S. 457–458; 462–463.
- Proben samojedischer und sibirisch-tatarischer Mährchenpoesie, in: Archiv für wissenschaftliche Kunde von Russland 17 (1858), S. 307–318.
- Die Rentierzucht in Lappland, in: Archiv für wissenschaftliche Kunde von Russland 17 (1858), S. 358–361.
- Über chinesische verskunst. Zugabe zur sprachlehre, in: Abhandlungen aus dem Jahre 1857, Berlin 1858 (Digitalisat)
- Die Cassia-sprache im nördlichen Indien, nebst ergänzenden Bemerkungen über das T'ai oder Siamische, in: Abhandlungen aus dem Jahre 1858, Berlin 1859 (Digitalisat)
- Altajische studien oder untersuchungen auf dem gebiete der Altai-sprachen. I, in: Abhandlungen der Preußischen Akademie der Wissenschaften, Philosophisch-historische Klasse, Berlin 1859, S. 587–621.
- Die Mordwinen, ihre Sprache und Sitten, in: Archiv für wissenschaftliche Kunde von Russland 19 (1860), S. 556–566.
- Altajische Studien II, in: Abhandlungen der Preußischen Akademie der Wissenschaften, Philosophisch-historische Klasse, Berlin 1861, S. 153–176.
- Religion der heidnischen Lappen, in: Archiv für wissenschaftliche Kunde von Russland 20 (1861), S. 167–180; 349–365.
- Finnische Litteratur aus dem letzten Lustrum, in: Archiv für wissenschaftliche Kunde von Russland 21 (1862), S. 43–51.
- Die estnischen sagen von Kalewi-Poeg, in: Abhandlungen aus dem Jahre 1862, Berlin 1863 (Digitalisat); auch als Sonderdruck, Berlin 1863 (Digitalisat)
- Ueber Ahlqvist’s Mokscha-mordwinische Grammatik, in: Archiv für wissenschaftliche Kunde von Russland 22 (1863), S. 400–409.
- Russische Wörter im Finnischen. Von A. Ahlqvist, in: Archiv für wissenschaftliche Kunde von Russland 23 (1864), S. 532–541.
- Die Sprache der Wald-Tscheremissen, in: Archiv für wissenschaftliche Kunde von Russland 24 (1865), S. 1–10.
- Über die ächten Kirgisen, in: Abhandlungen aus dem Jahre 1864, Berlin 1865 (Digitalisat); auch als Sonderdruck, Berlin 1865 (Digitalisat)
- Altajische studien oder untersuchungen auf dem gebiete der tatarischen (turanischen) sprachen. Drittes heft, in: Abhandlungen der Preußischen Akademie der Wissenschaften, Philosophisch-historische Klasse, Berlin 1866, S. 89–153.
- Neuestes über die Wogulen, in. Archiv für wissenschaftliche Kunde von Russland 25 (1867), S. 72–80.
- Altaische studien oder Untersuchungen auf dem gebiete der tatarischen (turanischen) sprachen. 4tes heft, in: Abhandlungen der Preußischen Akademie der Wissenschaften, Philosophisch-historische Klasse, Berlin 1869, S. 267–307.
- Der Sampo Finnlands und des Lappen Zaubertrommel, in: Magazin für die Literatur des Auslandes 1869, S. 263–265.
- Altajische studien. [5. heft], in: Abhandlungen der Preußischen Akademie der Wissenschaften, Philosophisch-historische Klasse, Berlin 1871, S. 1–46.
- Zur litteratur des chinesischen Buddhismus, in: Abhandlungen aus dem Jahre 1873, Berlin 1874 (Digitalisat); auch als Sonderdruck, Berlin 1873 (Digitalisat)
- Dr. F. Kreuzwalds siebzigster Geburtstag, in: Magazin für die Literatur des Auslandes 1874, S. 415–416.
- Zur Uigurenfrage, in: Abhandlungen aus dem Jahre 1873, Berlin 1874 (Digitalisat) sowie Abhandlungen aus dem Jahre 1875, Berlin 1876 (Digitalisat); auch als Sonderdruck, Berlin 1874 (Digitalisat)
- Land und Volk der Lappen, in: Verhandlungen der Berliner Gesellschaft für Anthropologie, Ethnologie und Urgeschichte 1875, Berlin, S. 28–31.
- Über einige tiernamen, in: Abhandlungen der Preußischen Akademie der Wissenschaften, Philosophisch-historische Klasse, Berlin 1876. 1–19.
- Über den stabreim bei Finnen und Tataren, in: Monatsberichte der Preußischen Akademie der Wissenschaften, Philosophisch-historische Klasse, Berlin. 1877, S. 232–238.
- Einiges zur japanischen dicht- und verskunst, in: Abhandlungen aus dem Jahre 1878, Berlin 1879 (Digitalisat)
- Über die Sprache des Volkes Róng oder Leptscha in Sikkim, in: Abhandlungen aus dem Jahre 1881, Berlin 1882 (Digitalisat)
- August Ahlquist: Ueber die Sprache der Nord-Ostjaken, in: Deutsche Literatur-Zeitung 3 (1882), S. 677.